# 吉成儀
吉成 儀（よしなり ただし、1927年1月1日 -  2012年10月1日）は、日本の経営者。京葉銀行頭取を務めた。長女の夫はノーベル生理学・医学賞受賞者の利根川進。

## 来歴・人物
千葉県出身。1953年に拓殖大学商学部経営学科を卒業し、同年5月に千葉相互銀行(現在の京葉銀行)に入行した。1968年4月に取締役に就任し、1969年10月に常務、1972年5月に専務を経て、1978年6月に副社長に就任し、1980年6月には社長に昇格。1990年6月に会長に就任し、1998年10月から2000年4月までに頭取も兼任した。
2000年4月に勲三等瑞宝章を受章。
2012年10月1日、急性心不全のために死去。85歳没。